# Nueva Libertad, La Independencia
Nueva Libertad är en ort i Mexiko.   Den ligger i kommunen La Independencia och delstaten Chiapas, i den sydöstra delen av landet, 800 km öster om huvudstaden Mexico City. Nueva Libertad ligger 1 510 meter över havet och antalet invånare är 114.
Terrängen runt Nueva Libertad är en högslätt. Runt Nueva Libertad är det ganska glesbefolkat, med 43 invånare per kvadratkilometer. Närmaste större samhälle är Las Margaritas, 9,6 km norr om Nueva Libertad. I omgivningarna runt Nueva Libertad växer huvudsakligen savannskog.